# モラヴィア辺境伯領

モラヴィア辺境伯領
Markrabství moravské (チェコ語)
Markgrafschaft Mähren (ドイツ語)

神聖ローマ帝国内のモラヴィア辺境伯領とボヘミア王冠領（1618年）

- ボヘミア王冠領の王冠領（1348年 - 1918年）
- 神聖ローマ帝国の領邦（1198年 - 1806年）
- ハプスブルク君主国の王冠領（1526年 - 1804年）
- オーストリア帝国の王冠領（1804年 - 1867年）
- オーストリア＝ハンガリーのツィスライタニエンの一部（1867年 - 1918年）

モラヴィア辺境伯領（モラヴィアへんきょうはくりょう）は、ボヘミア公国、後のボヘミア王国の王権内で時には事実上独立し離脱していた伯領である。この辺境伯領は今日のチェコ共和国内のモラヴィアと呼ばれた地域から成りたっていた。

## 歴史
モラヴィア伯領には元来、オーストリア、スタイマルク、カルニオラ及びケルンテンのような伯領が設置されていたが、この地域は以前には10世紀初頭にマジャール人の侵入で滅んだスラヴ人の国家であるモラヴィア王国の一部であった。

### ボヘミアとポーランドの間で
後の神聖ローマ皇帝オットー1世はプシェミスル朝出身のボヘミア公ボレスラフ1世残酷公と同盟してマジャール人を955年のレヒフェルトの戦いで撃破し、ボレスラフ1世はモラヴィアを貰い受けた。 999年にポーランド公ボレスワフ1世勇敢王はモラヴィアを征服して1019年ないし1029年 まで自身の領地に組み入れた。その後ボヘミア公子ブレチスラフ1世 が再征服した。

### ボヘミアの侯国の一部として
1035年に父が死んだことでブレチスラフ1世は同時にボヘミアの支配者となった。1054年にブレチスラフ1世はボヘミアとモラヴィアの地はともに男系の年長者によって相続される布告を出したが、同時に年少の息子に長兄への封臣という形でのモラヴィアの一部を分け与えた。後日にモラヴィア伯領は、君主の年少の息子に独立に近い領地として授けられる形でボヘミアの所持するところとなった。この領地は大概は公が掌握していた。何故ならば、勿論ではあるが公には同時に拝領されるべき数人の年少の息子がおり、モラヴィアは大概はブルノ、オロモウツ、ズノイモ3つ（変わる時もある）の独立した公領/伯領(úděly )に分割された。

### 辺境伯領の設置
1182年に神聖ローマ皇帝フリードリヒ1世赤髭王はボヘミアの政情に干渉し、ズノイモ公コンラード3世オタを辺境伯に昇進させることで継承問題を妨害した。 この状態は短期間で終わった。1197年にボヘミア公ヴラチスラフ3世が弟のオタカル1世との間で自身のボヘミア公位放棄とボヘミアの臣下としてのモラヴィア辺境伯領拝領という形で継承問題を解決したのである。モラヴィアはボヘミアの地(1348年以降はボヘミア王冠領の一部となる)に留まり続け、後にオタカル1世はローマ王フィリップから世襲の王号を獲得し、それは1212年のシチリアの金印勅書で認められた。オタカル1世の孫であるオタカル2世が1278年のマルヒフェルトの戦いで敗北すると、その対抗者であったルドルフ1世はモラヴィアを獲得したが、5年後にオタカル2世の息子で後継者であったヴァーツラフ2世に返還した。

### ハプスブルク家による支配

オーストリア＝ハンガリー帝国のモラヴィア辺境伯領 (1850年– 1918年、9の数字である)。

オーストリア大公フェルディナンド1世が1526年にボヘミア国王に即位すると、モラヴィア辺境伯領はハプスブルク帝国の構成国となった。
1608年はボヘミアとモラヴィアが分割統治された最後の年となった。モラヴィアの地は神聖ローマ皇帝ルドルフ2世への対抗者としてのマティアスを支持したのである。1611年にルドルフ2世がマティアスにボヘミア王位を譲位したが、モラヴィアはウィーンから直接にハプスブルク家（モラヴィア辺境伯の称号を有した） の支配下に置かれた。
1804年にモラヴィア辺境伯領はオーストリア帝国の地区となり、 1867年にはオーストリア＝ハンガリー帝国におけるツィスライタニエンの王冠領の一部となった。

## 行政
1348年に神聖ローマ皇帝カール4世がモラヴィア辺境伯領を幾つかのクライ (地区)に分割し始めた。
- ブルノ
- フラジシュチェ
- イフラヴァ
- オロモウツ
- プルジェロフ
- ズノイモ

1850年以降、モラヴィアの地区は更に32の政治的地区 (cs: Okres) に分割された。